# Пархоменко Сергій Анатолійович
Сергі́й Анато́лійович Пархо́менко (нар. 9 жовтня 1984, Анапа, Краснодарський край, Російська Федерація) — український громадський і політичний діяч; журналіст, засновник та головний редактор газети «Говорить Донбас»; директор Центру зовнішньополітичних досліджень OPAD; радник Міністра освіти і науки України, голова ГО «Асоціація молодіжних громадських ініціатив та організацій»; заступник директора Музею плакату України.
Член координаційної ради «Руху опору капітуляції».

## Життєпис
Народився 9 жовтня 1984 року в Анапі (Краснодарський край, РФ). Закінчив Київський національний університет імені Тараса Шевченка та Київський національний університет культури і мистецтв.
У різні часи обіймав посади заступника головного редактора газети «Шлях Перемоги», прессекретаря Генерального секретаря Світового Конґресу Українців Стефана Романіва, редактора Української Інформаційної Служби та інтернет-видання «Універсальна газета». Друкувався у виданнях УНІАН, «Українська правда», «День», «Україна молода», «Газета по-українськи», «Київ дипломатичний» та ін.
Розпочав громадську діяльність з 2002 року. Був головою ряду київських та всеукраїнських молодіжних громадських організацій, засновником та лідером ряду громадських кампаній та ініціатив. Організував понад 100 різного роду заходів — серед яких круглі столи з питань міжнародної політики.
У 2012 році презентував книгу — збірку власних публікацій з питань формування історичної ідентичності України, суспільно-політичного розвитку, геополітичного вибору та перспектив української молоді під назвою «Творимо Українську Справу».
У 2014-му заснував експертне агентство «Центр зовнішньополітичних досліджень OPAD», яке сприяє проведенню заходів із формування позитивного іміджу європейського вибору України, проводить власні експертні дослідження, готує та поширює актуальну інформацію про важливі події в зовнішньо- та внутрішньополітичному житті.
З 2014-го обіймає посаду радника Міністра освіти і науки України (на громадських засадах).
У 2015-му балотувався кандидатом в депутати на виборах до Київської міської ради за округом № 35.
У 2015—2019 рр. — секретар депутатської групи Верховної Ради України з міжпарламентських зв'язків з Латвійською Республікою.
У 2018 році заснував україномовну газету «Говорить Донбас» для поширення на території проведення АТО. З того часу — головний її редактор.
2019 року став одним з підписантів започаткування Руху опору капітуляції. Нині член координаційної ради.

## Нагороди
- Подяка Київського міського голови за внесок в розвиток державної молодіжної політики.
- Грамота Служби безпеки України за захист українського інформаційного простору.

## Вибрані праці
- Край, де козаки досі балакають. У пошуках української Кубані / Пархоменко-Багряний Сергій // Історична правда. — 10 грудня 2014
- Творимо Українську Справу: зб. публ. / Сергій Пархоменко-Багряний. — К. : Укр. вид. спілка ім. Ю. Липи, 2012. — 95 c.